# 수마트라사냥개박쥐
수마트라사냥개박쥐(Mormopterus doriae)는 큰귀박쥐과에 속하는 박쥐의 일종이다. 인도네시아 수마트라섬에서만 알려져 있다. 1907년 기술되었고, 그 이후에 기록된 적이 없다.

## 특징
작은 박쥐로 전완장은 38mm, 꼬리 길이는 30mm이다. 발 갈이는 9.8mm이고 귀 길이는 15.2mm이다. 등 쪽 털은 어두운 색이지만 배 쪽은 회색빛을 띤다.

## 생태
먹이는 곤충이다.

## 분포 및 서식지
수마트라섬 북서부 지역의 수카란다 근처에서 포획된 한 마리의 수컷 개체만이 알려져 있다. 해발 최대 250m 이하에서 서식한다.